# 전략컨설팅
전략컨설팅은 모든 산업에서 많은 수요가 있다. 전략을 도출하기 위해 각종 리서치와 전문가 인터뷰를 활용해 정밀 분석을 실시한다. 전략컨설팅이 주로 대기업들에 필수적인 이유는, 일례로 회사 내에서 우수한 기획 인력을 대규모로 운용하려면 성과에 비해 비용이 너무 많이 든다. 또한 자사 인원만을 고집하면 제한된 시야를 가지게 된다. 그래서 흔히 전략이나 상황판단 전문가들이 모인 기관에 의뢰를 하는데, 바로 그 기관이 전략컨설팅 기업이고, 이들은 논리를 굉장히 중요시한다. 논리적(logical) 역량이 컨설턴트에게 가장 중요한 요소 중 하나이다. 먼저 기업들이 스스로 전략을 고민하기에 비용이 너무 많이 들기에 컨설팅펌에 자문하는 것도 있지만, 비용이 많이 들어도 컨설팅 펌에 자문하면 장기적 이득을 보니까 의뢰하는 게 전략컨설팅이다. 즉, 전략과 상황판단, 분석 전문가들의 집합이다.
전략컨설팅(Strategy Consulting)이란?
1) 기업의 문제와 목표를 탐색

2) 해당 문제와 목표를 해결/달성할 수 있도록 도움을 주는 것
기업이 자문을 구하는 컨설팅펌의 3대 분야인 전략/오퍼레이션/IT 중 하나로, 오퍼레이션 컨설팅과의 전략 컨설팅을 비교하면 전략 컨설팅은 기업의 사업 방향이나 계획, 구조 조정 등 근본적인 전략을 제시한다면 오퍼레이션 컨설팅은 회계, 재무, 마케팅 등등 특화된 분야의 전문적인 인력을 바탕으로 가장 효율적인 방식으로 최적화를 하는 전술 단계의 자문이다. IT 컨설팅의 경우 회사의 IT 인프라를 처음부터 만들어주는 아웃소싱 역할을 해주기도 하지만, 2010년대 들어 회사 경영에서 컨텐츠와 미디어 플랫폼 비즈니스의 중요성이 크게 부각되면서 대형 IT 컨설팅의 경우에는 전략 수준에서 조언을 해줄 정도로 영역이 크게 늘어나는 상황이다.
전문적인 외주 컨설팅 직원들은 각 클라이언트들의 비밀 유지를 철저히 지키는 동시에 소중한 지적 자산과 경험 또한 쌓아간다. 이 때문에 막 사회생활을 시작하는 미국의 경영, 경제학 엘리트들이 투자은행과 함께 가장 많이 취직하는 기업이다. 물론 모든 전략컨설팅이 꼭 20대 중반~30대 중반 위주로 활동할 거라 생각하는 것은 잘못이다. 40-50대 이상 임원급 경력자들 위주로 뽑아서 영업하는 전략컨설팅펌 역시 부지기수로 있다.
한국의 경우 1960년대 박정희 정부의 경제개발 5개년 계획에 Arthur D. Little이 관여했다.
IMF 사태 당시에도 ADL[1], 맥킨지[2], 커니[3] 등이 큰 역할을 담당했다. 국내 후발주자로는 1990년대 보스턴컨설팅그룹[4]과 베인앤컴퍼니[5], 2010년대 들어 독일회사 롤랜드버거 등이 있다. PA와 Urwick은 한국에 진출해 있지 않다.
- 새로운 시장 진출, 신제품 개발 출시, M&A(인수합병), 기업 매각, 공장이나 지사의 신설, 대규모 투자 계획 위험성
- 수익 증대 = 매출 증대 + 비용 절감
- 경쟁자 대응

주로 상기의 이유로 컨설팅펌에 의뢰를 한다. 자세한 내용은 후술.

2. 컨설팅 의뢰 이유
전략컨설팅에 익숙한 외국계 글로벌펌이나 대기업에선 드물고, 거의 이런 의견이 없지만 한국에서는 중소기업을 중심으로 전략컨설팅이 쓸모없다는 사람들이 간혹가다 존재한다. 전략컨설팅이 실패한 사례(예: 맥킨지-LG, 맥킨지-두산)를 보여주며 컨설턴트의 시대는 끝났다고 말하는 사람들도 있다. 그럼에도 불구하고 한국에서 글로벌 top-tier 컨설팅펌은 점점 성장 중이다. 심지어 대표적이자 거의 유일한 국내 실패 사례인 맥킨지와 LG의 관계도 회복되었다. LG, 맥킨지에 컨설팅 의뢰…결별 10년 만에 다시 '동행'  [LG스마트폰 잔혹사] "그건 아마 맥킨지의 잘못은 아닐거야"이런 모순적인 모습을 이해하기 위해서는 다양한 면에서 전략 컨설팅의 의의를 살펴보아야 한다.
- 전략컨설팅의 역할은 대기업 기획조정실의 지원 역할이자, 어떻게 보면 아웃소싱이다.

전략부서는 기업에서 다양한 부서에서 올라오는 보고를 통해 기업 전체가 나아가야 할 방향을 찾고 그에 맞추어 예산과 권한을 지원하는 부서다. 대기업에 기획조정실이 필요없다면, 기업은 전략컨설팅펌을 고용해야 할 이유가 없다. 물론, 경영을 위해서는 말이 되지 않는 반론이다. 재벌 해체를 주장하는 사람들이 그룹 기획조정실을 없애라고 난리치기는 하지만 말이다.
- 기획조정실의 역할이 많이 필요할 때 마음대로 키울 수 있고 적게 필요할 때는 마음대로 줄일 수 있으며 (신축성)
- 일하는 사람들은 MBB 컨설턴트만큼 똑똑한 사람들이고 (인재 확보)
- 일하는 방식 역시 컨설팅 펌만큼 효율적이고 (조직 효율성)
- 조직 내에 속해 있긴 하지만 비밀 유지 면에서 믿을 수 있고 파벌 이기주의에 휘둘리지 않으며 (객관성)
- 요청 정보를 해외에 확인 가능한 전문가 집단을 확보하고 있으며 (정보)
- 그것이 컨설팅펌에 프로젝트를 의뢰하는 것보다 더 저렴하다면 (가격 효율성)

기업은 컨설팅 펌을 고용하지 않아도 되는데, 사실상 상기 6가지 조건을 다 만족하는 기업은 거의 없다. 이 모든 조건을 만족하는 것은 삼성이나 SK에서조차도 어려운 일이다. 이 때문에 top-tier 컨설팅 펌의 수요는 줄어들지 않고 있다.
물론 전략컨설팅 펌은 매우 비싸다. 이 때문에 국내 대기업에서도 2007년 즈음부터 인하우스 컨설팅 조직을 만드는 경우가 늘어나고 있다. 삼성그룹 미래전략실 & GSG & 에스코어, SK 지주회사, 이랜드 ESI, 롯데 Strategy & Insight Center, 아모레퍼시픽 경영진단 부서, 두산 Tri-C 등을 예로 들 수 있다. 그럼에도 불구하고 대부분의 회사는 인하우스 컨설팅 조직과는 별개로 전략 컨설팅을 고용한다. 단순히 '최고경영진이 이름값밖에 모르는 머저리라서'라고 생각하면 곤란하다. 최고경영진이 전략컨설팅이 '하는 일에 비해 비싸다'고 생각한다면 안 쓰면 된다. 역사상 가장 효율적인 경제를 이루고 있는 시대에 '쓸모 없는' 비즈니스가 존재하는 것은 상상하기 어렵다.
회계법인 컨설팅 펌 수준의 인력이라 하더라도 상시 고용하려면 필요에 비해 돈이 너무 많이 든다. (가령 삼성그룹에서는 '미래전략실' 중 3개 팀 60여명을 전략기획 인력만으로 뽑아두고 있는데 실무자는 부장~상무 급에 중간관리직은 전무~부사장급이 들어간다. 3개 팀만 생각해봐도 인건비 1년에 세전 120억이다.)[6] 그리고 인하우스 컨설팅 조직에는 치명적인 문제가 있다. 조직에서는 기본적으로 부서 이기주의가 있기 때문에, 임원들이 오너에게 문제 제기를 숨기는 경우가 있다. 가장 큰 사례가 '후쿠다 보고서'(삼성)이다. 사람의 장막이 겹겹이 쳐지다 보면 최고경영진에서 도저히 해결 방법을 알 수 없는 막막한 문제가 생기기도 한다. 이건 인하우스 컨설팅 조직에서 아무리 우수한 사람을 뽑아서 아무리 효율적으로 관리하더라도 자체적으로 제거 불가능한 문제점이다. 애초에 삼성 등 대기업에는 전략컨설팅에 사용해야할 비용이 별도로 존재한다.

#### 2.1. 전략적 우위 요소
- 전략 컨설턴트가 실무자만큼 전공지식을 모르더라도, 기업 전체의 전략을 세우는 데는 더 우월할 수 있다.

대기업이라면 사장이 전직원을 만나서 이야기하고 수천 수만건의 보고서를 받아가며 문제점을 파악할 수는 없다. 대신, 사장이 1명을 만나고 1건의 보고서를 받아볼 수 있도록 요약하는 것이 대기업에 기획조정실을 두고 있는 이유다. 예를 들어, '정유사의 화학공학을 전공한 실무자'가 전략 컨설턴트보다 '화학공학 실무'에 대해 더 많이 알기 때문에 컨설턴트에게 배울 것이 없다는 것은 사실일 수 있다. 하지만 그 실무자가 '인사, 재무, IT, 구매 등등'에 대한 모든 지식에서도 전략컨설팅 펌 집단보다 많이 알고 그 결과 사장에게 올리는 보고문을 전략 컨설턴트보다 더 잘 작성하지는 못 한다.[7]
기업체 실무자로서 일한다는 것은 특정 업종(건설업, 금융업, 컨설팅, IT, 병원, 학교, 중공업, 전자 제조업)에서 특정 직무 (재무, 마케팅, 영업, 인사)로 일한다는 것을 의미한다. 이 때문에 그 업종 내에서 그 직무 전문성은 충분히 가질 수 있다. 하지만, 사람이 한계를 지닌 이상 그 밖의 것까지 무한정 알 수는 없다. 가령 위의 경우라면 "미국 대학에서 강의 평가를 어떻게 개혁하고 있는지"라든지 "독일 병원, 태국 호텔"까지 모두 조사하고 벤치마킹하라는 것은 무리이다. 국제적 컨설팅 펌은 적어도 전세계적으로 노하우를 공유할만한 자기들의 시스템을 갖추고 있다. 맥킨지의 경우 직원 17,000명 중 1,800명 가량이 전세계 5군데의 지식 정보 센터에서 근무한다. 한국 서울 사무소 안에 특정 분야의 전문가가 없을 수는 있어도, 적어도 1,800명 중에 1명 정도는 아무리 독특한 분야라도 전문가가 있다고 봐야 한다.
그리고, 기업에서 실무자로 일한다는 것은 기존에 정해진 업무방식을 배우고 숙련시켜서 점점 잘 따라나간다는 뜻이다. 그 말은 업무 방식이 낡아서 바뀌면 새롭게 배워야 하므로 새로운 것을 접할 때는 그 경력 순서대로 업무 능력이 정해지는 것이 아니라는 것이다.
맥킨지 조직문화 보고서 (2016) 참조.

#### 2.2. 탁월성의 정도
전략 컨설턴트들은 탁월성의 클라스가 다르다. MBB 합쳐도 1년에 30여명밖에 뽑지 않는다. 사내 컨설팅의 예시로 든 삼성그룹은 10,000~14,000여명을 채용한다. 그리고 MBB는 업종에 맞지 않는 대부분의 사람을 내쫓아가며 피라미드 구조로 경쟁하지만, 국내 대기업은 안 맞는 사람을 내쫓아봤자 연 5% 정도가 한계다. 돈을 많이 준다고 해도 최고 수준의 인재들은 기업의 브랜드 네임까지 보고 직장을 결정하기 때문에 MBB나 사모 펀드 운용역 수준의 직원을 뽑기는 어렵다.[8]
- 전략 컨설팅에서 해결하는 상당수의 문제는 "'선진 국가/산업/기업'에서 볼 때는 지극히 상식적인 이야기인데 '한 국가/산업/기업'에서 유독 엉터리로 해석하고 있는 것"에서 터진다.

2016년에 인터뷰한 삼성화재 26년 경력 상무(前)에 따르면, 판단의 80%는 지원자의 행동(걸음걸이·말투·눈빛·억양과 첫인상)으로, 나머지 20%는 내 생각이 맞는지 1~2개 질문으로 결론을 내린다. 그리고 인사팀에서 관상을 중요하게 봐서 면접관들에게 교육을 한다. 가령 코가 ‘얇고 좁은 건 신경이 예민하다’, ‘입술이 굵고 두툼한 사람은 성격이 단순하고 억세다’는 내용이다. 글로벌한 시각에서 보면 광기어린 소리다. 하지만 이 사람, 그리고 이 사람의 상사에게 이것은 상식적인 내용이다. 이 사람에게 어떤 전략(조직) 컨설턴트가 '걸음걸이, 말투, 빛, 억양, 첫인상으로 사람 뽑지 마라. 관상 보지 마라. 채용될 대상이 반드시 갖추어야 할 자질을 정의한 뒤 지원자가 그 자질을 갖추었는지 판단할 질문을 만들어놔라.'라고 주문한다고 하자. '내가 26년간 경험해봤는데 그건 말도 되지 않는 소리다, 너는 전문자격도 경력도 학위도 없으면서 뭘 안다고 인사에 대해서 이래라 저래라 하느냐, 해당 분야에 대해 쥐뿔도 모르는 20~30대 햇병아리들이 26년 필드에서 구를 대로 구른 경력자들 앞에서 이래라 저래라 하는 것이냐, 아무 경험 없이 어디 책에서 주워듣기나 하고 검증되지도 않은 의견 아니냐'라는 핀잔이나 듣기 쉬울 것이다. 이런 사람들은 자신이 의사결정권자면 컨설턴트가 말하는 의견을 듣지 않는다. 변호사, CPA, 박사 등 이론적인 확고한 뒷받침을 주는 자격이나 학위를 소지한 상태에서 5년 이상 실무 경험까지 쌓고 컨설턴트로 전직한 경우가 아니기 때문이다.
학습은 컨설턴트만 하는 게 아니고 해당 분야에서 오랜 기간 살아남은 기업 조직과 실무자들은 업계 트렌드와 히스토리를 기본 소양으로 장착하고 있다는데, 정작 관상과 걸음걸이는 2016년에도 '실무자'로서 '회사의 본업과 관련된 부분'에서 '오랜 경력을 갖춘 후에' 나오는 채용의 'Key factor'다.
기업 내에서는 자체적으로 해결이 불가능한 문제다. '대리~과장'이 '상무'에게 서열을 거슬러가면서 바른말을 할 수 없기 때문이다. 내 입으로 말하자니 '똥군기, 괘씸죄, 윤리, 조직적 반발' 등 반발을 사서 내가 망하게 되기 때문이다. "어차피 전문가들이 해 준 이야기를 정리하는 것일 뿐이므로 컨설턴트의 존재 의의가 없다"라는 말은 사내 정치 및 정치 속에서 올바른 의견이라 하더라도 이해관계에 맞지 않으면 공격할 수 있다는 것을 간과하고 있는 발언이다. 컨설팅 펌이 끼지 않는다면 실무자들이 고위층이나 외부에 대고 바른 말을 할 수 있는 기회가 사라질 것이다.
예를 들어, '할 일 없을 때에도 강제되는 야근'이 직장 생산성을 떨어뜨린다는 것은 기업의 실무자라면 누구나 알고 있는 사실이지만, 어떤 실무자가 고위층에게 그런 말을 하고 다닌다면 '일하기 싫어서 꾀부리는 인간은 필요없다'면서 잘릴 것이다. 하지만 컨설턴트가 고위층에게 같은 말을 하면 객관적인 의견이라 하여 일정 부분 수용할 가능성이 높아진다. 군대에서도 마찬가지다. 영국군 장성 출신의 맥킨지 컨설턴트가 한국군의 물류 시스템을 점검하면서 "어떻게 이런 상태로 전쟁을 치르려고 하느냐?" 하고 말했다고 한다. 한국군의 높은 분들은 문제를 못 느끼거나, 문제를 열심히 악용해서 비리를 저지르고 있거나, 괜히 밉보일까봐 입을 다물고 있어서 생기는 일이다.
그 외에도 갑과 을 관계가 성립할만한 영역에서는 이런 문제가 다 성립한다. 정부가 특정 기업을 구조조정해야 한다고 말하거나, 기업이 구조조정을 해야 한다고 말해서 노조가 조직적으로 반발할까봐, 기업에서 부사장이 대표에게 뭔가 말하고 싶거나 등등 뭔가 한마디라도 기분을 거슬렸다가 내가 괘씸죄로 큰일날 수 있는 문제에 대해서는 다 그렇다.
이런 객관적인 문제가 있을 때는 누가 오더라도 상식적으로 명확한 개선안에 대해서 말할 수 있다. 물론 적대적인 이해관계자는 자신의 입으로 말하든 컨설팅 펌 입으로 말하든 누구의 입으로 말하든 간에 그 의견은 틀렸다고 트집을 잡을 수 있지만, 유명 컨설팅펌의 이름으로 객관적인 조사 끝에 발표하면 대부분의 사람들은 수긍한다.
컨설팅펌에 대한 비판 중 '지극히 상식적인 이야기에 불과하다'라는 비판을 하는 경우가 있지만, 상식적인 이야기조차도 지키지 못하다가 망하는 곳이 많다. 예를 들어, 시장이 과열될 것 같으면 선도사보다 경쟁력이 떨어지는 회사는 선도사랑 박치기하려고 들지 말고 자신들이 잘 할 수 있는 영역을 찾아서 거기 집중해야 한다. 이 때 컨설팅 펌이 내놓은 결론을 마음에 들어하지 않는 사람들은 이런 보고를 받으면 "이미 우리도 알고 있는 지극히 상식적인 이야기를 다시 내놓는다, 컨설팅 펌에 돈을 많이 지불한 이유는 아무나 할 수 있는 그런 이야기를 듣고 싶어서가 아니라 전문가만이 줄 수 있는 혜안을 달라고 하는 것인데 수준 미달의 컨설팅으로 돈만 낭비했다. 우리는 선도사를 피할 수 있는 방법이 아니라 선도사를 이길 수 있는 방법을 원한다."고 말한다. 그런데 컨설팅을 내쫓아버린 다음 그 사업을 꾸준히 계속 하면서 선도사를 이기기 위해 노력하다 보면 결국 나중에 경쟁력 부족으로 망하는 건 마찬가지다. 그냥 무작정 열심히 하면 된다는 건 수험생 둔 부모나 할 수 있는 이야기다.
- 최고경영진이 긴가민가 할 때 근거를 제공해준다.  컨설팅펌의 전략이 옳으면 그 공로는 경영자의 공로가 되고 컨설턴트는 비밀을 지키며, 전략이 틀리면 컨설턴트가 시켜서 이렇게 되었다며 책임을 떠넘길수 있다. 어떤 결과가 나오든 경영자 입장에서는 돈이 아깝지 않다.

- 비즈니스에서 문제는 반복된다  컨설팅 펌에서는 경영상 문제들은 상당히 반복되는 경우가 많다고 본다. 컨설팅 회사들은 정보와 경험이 누적되어 있기 때문에 일반 기업보다 더욱 쉽게 해답을 찾을 수 있다.

- 여러 회사와 동시에 계약하는 게 보안을 해치는 것은 아니다. 2008년 대우조선해양 매각 당시, 맥킨지는 대우조선, GS, 두산, 한화까지 각 후보를 돌아가며 컨설팅 자문을 제공, 비밀유지 논란을 일으켰다. 이후 GS그룹은 맥킨지를 선호하지 않고 BCG에 맡긴다. 하지만 실제로는 이런 식으로 업무가 진행되는 경우 각 팀은 서로간에 철저히 보안을 유지하려 노력한다. 정말로 보안이 깨지면 다음부터는 여러 회사와 동시에 계약하는 프로젝트를 모두 날리게 되기 때문이다.

- 1명의 파트너가 3~4개의 분야에 전문가라고 나타날 때 이 때 전문성을 의심하게 되는 경우도 있다.

### 3. 전략컨설팅의 장단
- 답정너  Top-tier 컨설팅은 단순한 용도로 쓰지 못 한다. 프로젝트 하나에 10억 이상으로 엄청난 돈이 들어가는데, 단순히 자기 마음대로 보고서 하나 쓰자고 그만한 비용을 낭비할 수 있는 기업이 있을 리 없다.  컨설팅 과정에서 설득에 필요할 만한 자료와 근거들을 가져와야 한다. 그리고 상급자가 이렇게 말했을 때 어떻게 기분 좋게 반박하는지, 상급자의 질문에 어떻게 대답하는지를 연구한다. 특히 경영학적 전문 용어를 이용해 간지나는 PPT를 하는 것이 핵심이다. 이런 연극이 필요한 것은 대부분 반발이나 실패시 책임이 따르는 부분이다. 해고, 공격적인 사업 확장 등을 말한다. 이러다 실패하면 회사측에서는 '컨설팅 펌에서 잘못했다'라고 비난할 수 있고, 컨설팅 펌 측에서는 '이건 이렇게 하셔야 한다'는 식으로 책임질만한 말을 하지 않았기 때문에 손해배상을 안 해줘도 된다. 이런 식으로 책임을 공중에 띄울 수 있어서 유리하다. 예를 들어, 구조조정, 명예퇴직이 필요한 상황에서 기업 측에서 이런 주장을 하면 욕을 먹으므로, 결론을 내부적으로 미리 내놓은 다음 컨설팅 펌에 발표를 맡긴다.

- 이직  컨설팅 펌 출신들은 팀장 즉 부장급까지 못 올라가면 이직할 자리를 찾아봐야 한다. 이 과정에서 프로젝트를 맡겼던 회사의 경쟁 회사로 이직할 수도 있다는 게 문제이다. 물론 '프로젝트를 맡은 후 2년 이내로는 동종업계의 타사로 이직 금지' 정도의 규정이야 있겠지만, 법적인 구속력이 애매해서 프로젝트 클라이언트의 경쟁사로 이직하고 나서 클라이언트사의 격한 항의를 받았던 실제 사례도 있다.

- 전략컨설팅 현직자들은 '한국 기업은 너무 빠른 시간에, 한꺼번에 너무 많은 것을 요구하는 것'을 문제로 보았다. 전략컨설팅은 신(神)이 아니고 약간 똑똑한 사람들이 모여 있는 집단인데, 예를 들어 3개월 안에 한 기업이 글로벌 스탠더드를 맞추기 위한 구체적 실행방안을 내놓는 것이 불가능하다는 것이다. 그래서 주어진 시간 안에 할 수 있는 최고의 해법을 내놓는다는 수준이라는 것이다. 그렇다면 기업 입장에서는 돈을 낼 가치가 없지 않냐는 반론이 가능하다. 이에 대한 현직 컨설턴트의 재반론은 “수수료는 결과물과 비교해야 합니다. 은행이 부실기업의 대출금 1조원을 미리 회수해 손실을 피했다면 얼마의 수수료를 지급해야 할까요?” 맥킨지의 경우 서울시 산하 3개 공사에 30억원을 들여 컨설팅을 시행했는데 그 결과 3년간 3,592억원이 절감되었다. 맥킨지가 재정효과 예상치로 5,190억원을 제시했다면, 자기들이 세운 목표의 2/3밖에 수행하지 못 했으니 무능하다고 보아야 하는 걸까, 아니면 들인 돈의 120배를 벌어왔으니 유능하다고 보아야 하는 걸까?[9]

- 누가 뭐라고 설득해도 절대 바꿀 수 없는 믿음, 일단 설득하려 시도하는 자체가 화나게 만드는 믿음이 있으면 컨설팅을 안 쓰는 게 낫다. 공공기관에서 적자가 난다고 고민하기에 초기 단계에 '고객 지향적 서비스가 부족하다'고 했다고 치자. 여기에 대해 '그건 아무나 할 수 있는 말 아니냐, 공공기관에서 영리행위나 하라는 거냐' 같은 식으로 반발할 거면 컨설팅이 의미가 없다. 대개 이런 문제가 생길 때 많은 흑자를 바라는 게 아니라 적자를 면하는 게 중요한 거고, 따라서 건설적인 의논은 '어떻게 하면 고객 지향적 서비스가 가능한지'에 대해 깊게 의논하는 것이다. 그런 의논이 싫으면 적자를 감수하는 게 낫다. 또다른 믿음으로는 고학력 서비스업에서도 야근이 생산성을 높인다는 믿음을 가지고 정시 퇴근을 시키라는 컨설팅 결과를 내놓아도 그냥 무시해버리고 끝내는 경우를 들 수 있다. 대개 이런 기업에서는 산업이 위기에 있다는 둥 듣기 싫은 소리를 하면 발표자(파트너)보고 "너 몇살이야?" 같은 질문을 한다. IMF 직전에는 흔했던 일이다.

- 일부 컨설턴트는 자신의 아이디어를 들고 스타트업 시장으로 가고 있다. 1년차부터 10년 이상 경력을 가진 사람까지 떠나고 있다. 2008년 즈음만 해도 전략 컨설턴트 보고 스타트업에 가라고 하면 미쳤냐는 소리를 들었지만, 2015년 이후에는 처음부터 스타트업 차릴 각오로 컨설팅 펌을 찾는 사람도 있다. 컨설팅 펌 출신 벤처기업 대표는 "아직 컨설팅 펌에 남아 있는 후배들 가운데서도 중견급 이상의 벤처기업으로 이직하거나 아이디어를 발판삼아 직접 창업에 나서는 인력들이 많다"며 “벤처가 향후 성장성이 큰 산업이기도 하고, 컨설턴트에 대한 대우도 좋아서 컨설팅사에서 만큼은 아니더라도 (스타트업에서) 100만원씩 받으며 힘들게 일하지는 않는다”고 말했다.

- 성공 여부가 컨설팅 업체의 질에 의해 결정되는 것이 아니라 비리와 정경유착으로 결정될 경우 컨설팅 업체는 쓸모가 없다. 2015년 7월에는 서울 시내 면세점 입찰이 있었다. 삼일회계법인은 HDC 신라면세점·현대DF·롯데면세점, 딜로이트 컨설팅은 한화 갤러리아 타임월드, 매킨지는 SK네트웍스를 조언했다. 삼정KPMG는 중소기업군인 유진기업을 조언했다. 10년에 한 번 있을까말까한 대형 입찰이었는데다 이 경쟁에서 이기는 것이 중요한 홍보 요소로 작용했기 때문에 각 컨설팅 업체는 입찰 경력이 많고 승률이 높은 최정예를 투입했다. 한 컨설팅 업체는 "비슷한 컨설팅에서 한 번도 져 본 적이 없고 10년차 이상인 에이스급 인재들로 팀을 꾸렸다. 구성된 팀은 '공포의 외인구단' 수준이라고 할 만했다" 하고 인터뷰했다. 석달간의 전쟁 끝에 HDC 신라 면세점(삼일), 한화 갤러리아 타임월드(딜로이트)가 이겼다. 그 결과 2015년 8월 유통 물류 면세점 업체들 사이에서 딜로이트 컨설팅의 인기가 급상승했다.

### 4.전략 컨설팅 펌
- 컨설팅펌간의 이직: 이름이 컨설팅 펌이더라도 순위에 따라 개인의 성장 가능성에는 큰 차이가 있다

- 맥킨지 앤 컴퍼니(McKinsey & Company): 1926년에 시카고 대학교의 교수였던 제임스 맥킨지와 앤드류 토마스 커니 등 초창기 멤버들에 의해 미국 일리노이주 시카고에서 창립되었다[36]. 직원 규모는 전세계 15,000명이다. 업계 부동의 1위의 명성을 자랑하며, 한국군에서도 의뢰를 하기도 했다.

- 보스턴 컨설팅 그룹(BCG : The Boston Consulting Group, Inc.): 1963년 미국 보스턴 기반으로 창립했다. BCG 매트릭스를 여기서 만들었다. 사업 전략을 구상할 때 캐시카우, 스타, 도그, 퀘스천으로 구분하는 방법으로 마케팅 시간에 많이 배운다. 한국에서는 특히 금융 Sector에서 독보적인 위치를 차지하고 있으며, 최근 Digital Transform 관련 프로젝트를 다수 수주하고 있다.

- 베인앤컴퍼니(Bain & Company): 1973년 미국 보스턴 창설. 흔히 MBB라고 불리는 3대 컨설팅 업체의 막내이며,[37] 미국 본토 시장과 사모펀드 M&A 전략 수립에 특히 강하다. 로컬 오피스의 독립성이 강하기로 유명하기도 한데, 보통 여러 오피스에서 프로젝트 구성원을 모아오는 다른 펌들과 달리, 같은 오피스 출신 사원끼리 일하는 경우가 대부분이다(Home Office Staffing Model). 스핀오프로 미국 대선 후보였던 밋 롬니가 세운 베인 캐피탈(Bain Capital)이라는 사모펀드가 있다. 한국에서 M&A 컨설팅에서 독보적인 위치를 차지하고 있다.

- A.T.커니(A.T. Kearney): 1926년에 제임스 맥킨지와 함께 맥킨지를 차린 A.T. 커니가 맥킨지의 첫 경영 파트너 임원을 역임하다가 제임스 맥킨지 사망 이후 1949년 이후 분리한 컨설팅 회사이다. 뉴욕과 싱글 파트너십으로 더 이상 시카고 본사가 사라진 맥킨지와는 달리 여전히 미국 시카고를 본사이자 기반으로 하고 있으며[38], 미국에서는 오퍼레이션 컨설팅, 아시아시장에서는 전략 컨설팅으로 유명한 업체이다. 특히 한국 오피스의 반도체 및 전자제품 영역 내 경쟁력은 독보적이며, 자동차 등 제조업과 모빌리티 등 첨단산업에서도 높은 점유율을 보이고 있다. 2020년 1월 Kearney로 리브랜딩되었다.

- 올리버 와이만 (Oliver Wyman): 뱅킹 및 금융서비스에 특히 강점을 갖고 있는 전략 컨설팅 회사. 1984년에 설립되었으며, 미국 뉴욕에 본사를 두고 있다. 2016년에는 MBB에 이어 업계 매출 순위 4위를 기록한 바 있는 top급 전략 컨설팅 회사이다. 2021년 이후 한국오피스는 철수한 상태이다.

- 롤랜드버거 (Roland Berger): 1967년 독일 뮌헨에서 설립된 유럽 최대의 전략 컨설팅 회사. 독일계답게 자동차, 제조업 분야에서 강점을 갖고 있으며 중국 시장에서 특히 우수한 실적을 거두고 있다. '통독 컨설팅'을 담당하고 EU 통합에도 기여한 회사답게 국제기구와 정부 및 공공기관에도 전문 컨설팅 서비스를 제공하고 있다. 한국 지사는 2012년 8월에 출범하여 아직 역사가 길지 않으나, 삼성의 하만 인수 건의 실사 및 자문 업무를 맡기도 했다.

- 아서 디 리틀 (Arthur D. Little): 1886년 창설. 세계 최초의 컨설팅 펌으로 순수전략 회사이며, 흔히 줄여서 ADL이라고 부른다. 2000년대 초 chapter 11을 선언하는 등 부침이 있었으나, 한국에서는 사업을 사실상 접은 상태이다. 넥센 히어로즈의 구단주 이장석 대표가 이곳에서 근무했는데, 여기서 그와 LG의 악연이 시작됐다.

- L.E.K. 컨설팅 (L.E.K. Consulting): 베인 스핀오프 회사. 사모펀드 컨설팅과 신제품 출시 전략 및 신시장 공략에 특화되어 있다. 회사 측에서는 이 쪽 업무를 Strategy Activation 이라고 부른다. 2021년 3월부로 한국 오피스 축소가 결정되어 해외 오피스가 수주한 프로젝트에 대한 지원만 담당하게 되었다가 결국 철수했다.

- ZS어소시에이츠 (ZS Associates): 미국계 컨설팅 회사로, 제약/의료 특화 컨설팅 펌으로 출발해 현재는 제약, 항공, 호텔 업계를 중심으로 사업 확장 중. 한국 오피스는 없지만 미국에서는 세컨티어급 인지도가 있는 전략컨설팅 펌. 수평적인 조직 문화로 미국에서 뽑은 일하기 좋은 컨설팅 회사 순위에 항상 들어있다. 위 LEK와 마찬가지로 신시장 공략, 마케팅 쪽 프로젝트가 많다. 한국에서는 인지도가 높지는 않다.

- IBM: IT에 특화된 컨설팅, 오퍼레이션과 전략 모두 한다고 할 수 있다고 주장하지만 최근에는... 레거시한 부분도 있지만 레드햇을 인수하여 클라우드 산업에도 뛰어들 정도로 최신 트렌드에 적합하려고 한다. 무엇보다 전세계 특허수 1위를 자랑하며 최근에는 클라우드 화와 빅 데이터 AI의 활용이 크게되고, IBM도 이러한 첨단 기술을 활용 한 사업을 실시하고 있다. 특히 IBM이 만들어 낸 AI 기술인 'Watson'는 국내에서도 채용 사용자가 계속 증가하고 있다. 국내에서도 유명한 회사지만 컨설팅을 하는지 여부는 잘 모르는 경우가 많다.

- 딜로이트 컨설팅(Deloitte Consulting LLP): 빅4 회계법인 중 딜로이트안진과 같은 그룹이며, 매출액 상으로는 업계에서 부동의 1위를[39] 자랑하지만, 명성에서는 MBB에 밀린다. 산하에 전략경영 담당 조직으로 5 세력 모형을 창시한 모니터 그룹이(Monitor Group) 소속되어 있다. 역시 미국 뉴욕에 본사가 위치해 있다. 지원 시 전략경영(Strategy & Operations), IT 컨설팅(Technology), 인적 관리(Human Resource) 중 한 조직을 선택해서 지원해야 하는데, 이 세 조직은 사실상 이름만 같을 뿐 독립채산제라고 봐도 무방할 정도이다. 미국의 경우는 연방정부 컨설팅(Federal Practice)라고 부르는 네번째 조직도 가지고 있다. 조직 문화는 맥킨지나 EY에 비해 좀더 수직적이다. 한국에서는 모니터 딜로이트 브랜드가 딜로이트 컨설팅에 반영되지 않다가 모니터 딜로이트가 2023년 서울 광화문에 확장 이전 출범했다.

- 언스트 앤 영(Ernst & Young LLP): 빅4 회계법인 중 언스트앤영(EY한영) 같은 그룹이다. 산하에 전략 컨설팅 담당 자회사인 파르테논 그룹 (Parthenon Group) 을 가지고 있다. 파르테논 그룹의 한국 경영진의 출신상 M&A자문에 강점이 있다. 그리고 Deloitte에 비해 수직적 조직문화가 약하다는 점도 장점. 2022년에 본격적으로 전략컨설팅부문과 회계법인의 법인 분리가 실시되어 화제가 되었다.

- KPMG : 빅4 회계법인 중 삼정-KPMG와 같은 그룹이다. 전략컨설팅 부서가 별도로 있다.

- 프라이스 워터하우스 쿠퍼스(PwC: PricewaterhouseCoopers LLP) : 빅4 회계법인 중 삼일PwC와 같은 그룹이다. 산하에 전략 컨설팅 회사인 Strategy&(전 Booz & Company)을 자회사로 가지고 있다.

- 노무라 리서치(NRI) : 일명 노무라 종합연구소. 컨설팅과 리서치를 모두 하는 곳이다. 노무라 증권 조사부가 독립하여 설립한 회사. 싱크 탱크의 원조격 회사이기도 하다.

- 아서 앤더슨: 고객사들의 분식회계를 외부감사인 아서 앤더슨이 방조하거나 적극적으로 돕고 있었다는 사실이 밝혀지면서 아서 앤더슨은 온갖 법적 소송에 휘말려 공중분해되었다.

- 액센츄어 : 액센츄어는 전략, 컨설팅, 디지털, 기술 및 운영 분야에서 광범위한 서비스와 솔루션을 제공하는 글로벌 전문 서비스 기업. 한국에서는 철수해 커니코리아 계열 메타넷에 인수되었었다. 한국 재진출을 노리고 있으나 확정사항은 미지수. 2021년 말에 메타넷과 계약이 만료되면서 파트너십만 유지 중이라 2022년에는 LG CNS와 협업 프로젝트를 했으며 IT특화 전략으로 2023년 재진출 설이 다시 제기되고 있다.
- 투비컨설팅그룹 (TCG) : 투비컨설팅그룹은 딜로이트 PwC 등 글로벌펌 멤버로 구성되어 주로 공공부문 경영전락,인사제도/전략,정보화전략계획, DT전략을 중심으로 프랙티셔널한 실행력 높은 전략프로젝트 수행
- 키투웨이(Key To Way) : 키투웨이는 Cordence Worldwide의 한국 지사로 글로벌 네트워크와 산업 전문성을 통해 실행기반의 전략, 오퍼레이션, 디지털 컨설팅을 제공하고 있다. 하지만 Cordence 자체의 회원사 면면을 살펴보면 로컬보다 프랙티스의 신뢰성이...

- 리브 컨설팅 : 중소기업, 벤처기업 전문 경영 컨설팅 회사. 일본 도쿄도 치요다구 소재.

- 아빔 컨설팅(ABeam Consulting) : 일본 치요다구에 있는 전략 컨설팅 회사. 유한책임감사법인 토마츠(일본 딜로이트의 합동회사)의 매니지먼트 서비스 부서에서 독립했다.

- T-Plus(Tangible Plus) : 한국 중소형 전략컨설팅펌 중 가장 큰 회사다. 과거 BCG 출신 인력들이 나와서 만들었다. M&A 자문에 강점을 가지고 있는데 Bain & Company가 한국내 규모가 큰 딜(5,000억~)에서 절대적 강자라면, 그 이하 규모 딜에서는 T-Plus가 업계 수위를 차지하고 있다. 2022년 EY Parthenon에 인수되어 흡수합병되었다.

- 네모파트너즈 : 한국 중소형 전략컨설팅펌 중 가장 오래되고 인지도면에서 알려진 회사이다. 전략 컨설팅이 한국에서 대기업 고객 중심으로 확산되던 시절에 외국계 대비 낮은 단가에 주로 중견기업을 대상으로 컨설팅을 진행하며 자리를 잡았다. 최근 의외의 사건에서 이름이 등장하기도 하였다.

1. ↑  “외국계 컨설팅펌 뽀개기 (1) :: 전략컨설팅펌 회사 리스트와 분류 - Big3, Second-Tier”. 2018년 2월 14일. 2023년 4월 30일에 확인함.